# Stari grad Ostrovica
Stari grad Ostrovica, velika srednjovjekovna fortifikacija na strmom brdu iznad lijeve obale rijeke Une kod istoimenog naselja u blizini Kulen Vakufa, Grad Bihać, Unsko-sanska županija, Bosna i Hercegovina.

## Povijesni pregled
Izgrađena najvjerojatnije tijekom 15. stoljeća na temeljima starije građevine iz rimskog ili još ranijeg vremena, Ostrovica se nalazila u hrvatskoj župi Lapac i bila u posjedu krbavskih knezova Kurjakovića (kasnije Karlovići). Tim područjem gornjeg toka Une išao je važan prometni pravac u smjeru sjever-jug još iz vremena starih Rimljana, a strmo brdo bilo je idealno za izgradnju utvrde koja ga je nadzirala, tim više što je ispod nje bio razmjerno plitak dio rijeke koji je jahač na konju mogao pregaziti.
Prema nekim izvorima, gradina se u 15. i početkom 16. stoljeća, osim u rukama Kurjakovića, nalazila jedno vrijeme i u posjedu Frankopana, Jurja Mikulčića (koji je poginuo 1495.g.) te Ivana Keglevića. Stalna turska prijetnja koja je bila prisutna nakon propasti srednjovjekovnog Bosanskog kraljevstva 1463. godine, dovela je naposljetku do pada Ostrovice pod osmansku vlast u prosincu 1523., i takvo se stanje održalo sve do 1878.
Za vrijeme vladavine Turaka fortifikacija je proširena i ojačana, a služila je za smještaj vojne posade. Zapovjednik je u početku (16. i dio 17. stoljeća) bio u rangu dizdara, a kasnije kapetana. Veće proširenje objekta uslijedilo je u vrijeme sultana Ahmeda I., koji je vladao Osmanskim Carstvom početkom 17. stoljeća. Današnje dimenzije građevina je dobila početkom 18. stoljeća, a one iznose 117 metara u dužinu i 83 metra u širinu. Glavni ulaz se nalazi s južne, a sporedni sa sjeverne strane bedema. 
Stari grad Ostrovica bila je kroz dobar dio dugogodišnje osmanske uprave sjedište Kapetanije Stara Ostrovica, u čijem su sastavu još bila manja utvrđenja Orašac, Havala, Džisri-kebir (današnji Kulen Vakuf), Čovka i Donji Lapac. Kapetansku dužnost vršili su niz godina članovi bosanske begovske obitelji Kulenović. Poslije oslobađanja Donjeg Lapca od turske vlasti i pomicanja hrvatsko-bosanske granice u neposrednu blizinu Ostrovice, kapetansko sjedište je premješteno dublje u pozadinu, u naselje Prkose, koje se nalazi sjeveroistočno od Kulen Vakufa. I nakon austrougarskog zaposjedanja Bosne i Hercegovine 1878. godine, Ostrovica je ostala u njenom sastavu.
U novije vrijeme vrše se građevinski radovi na sanaciji i restauraciji nekih dijelova ruševnog starog zdanja (ulazna vrata, sjeverna kula), kako bi se ono što više turistički valoriziralo, jer se nalazi u sklopu Nacionalnog parka „Una“. 

## Vanjske poveznice
- Stari grad Ostrovica izgrađen na istoimenom brdu na lijevoj obali rijeke Une iznad Kulen Vakufa  Arhivirana inačica izvorne stranice od 14. srpnja 2014. (Wayback Machine)
- Ostrovica – srednjovjekovni i osmanski grad  Arhivirana inačica izvorne stranice od 12. ožujka 2016. (Wayback Machine)
- Mjesto Ostrovice u povijesti starih bosanskih gradova
- Rekonstrukcija starog grada Ostrovica  Arhivirana inačica izvorne stranice od 14. srpnja 2014. (Wayback Machine)
- Završetak restauracije sjeverne kule Starog grada Ostrovice  Arhivirana inačica izvorne stranice od 14. srpnja 2014. (Wayback Machine)
- Skica tlocrta fortifikacije